# Зеница Распор
Зеница Распор (1947) италијанист и пензионисани је професор савременог италијанског језика на Катедри за италијанистику Филолошког факултета у Београду. У Београду је стекла звање магистра филолошких наука, а потом више од четрдесет година као виши лектор предавала је на Филолошком факултету и излагала на научним скуповима. Припремила је практикум за вежбе и наставу италијанског за прву годину студија. Са италијанског на српски превела неколико књига. Поред италијанског, говори и француски језик. У пензији је од 2012. године.